# 조충훈
조충훈(趙忠勳, 1953년 10월 24일 ~ )은 대한민국의 정치인이다. 제4·7·8대 전라남도 순천시장이다. 본관은 옥천이며, 전라남도 순천 출신이다.

## 학력
- ~ 1972년: 서울대학교 사범대학 부설고등학교
- ~ 1978년: 국민대학교 행정학과 학사
- ~ 1980년: 고려대학교 경영대학원 경영학 석사
- ~ 2005년: 중앙대학교 행정대학원 도시환경행정학과 행정학 석사

### 명예 박사 학위
- ~ 2016년: 순천대학교 행정학 명예박사

## 경력
- 1991년 1월 ~ 1991년 12월: 제40대 한국청년회의소 중앙회 회장
- 1991년 1월 ~ 1991년 12월: 제1대 한국청년정책연구소 이사장
- 1996년 1월 ~ 1996년 12월: JCI 아스팍세네타 아시아태평양지역 의장
- 1997년 6월 ~ 2000년 4월: 새시대 새정치 연합청년회 중앙부회장
- 2001년 1월 ~ 2002년 4월: 민주당 총재특보
- 2002년 7월 ~ 2006년 6월: 제4대 전라남도 순천시장
- 2002년 7월 ~ 2006년 6월: 전라남도 시장군수협의회 회장
- 2003년 4월 ~ 2006년 6월: 전라남도 남북민간교류협의회 상임대표
- 전국 시장 군수 구청장협의회 부회장
- 2004년 7월 : 전국시장 군수 구청장협의회 사무총장
- 2012년 4월 ~ 2014년 6월: 제7대 전라남도 순천시장
- 2014년 7월 ~ 2018년 6월: 제8대 전라남도 순천시장
- 2014년 7월 ~ 2016년 6월: 전남 시장 군수 협의회 회장
- 2014년 8월 ~ 2016년 6월: 전국시장 군수 구청장협의회 대표 회장
- 2014년 8월 ~ 2016년 7월: 남해안 남중권 발전협의회 회장
- 한국사료협회 회장
- 2023년 4월 ~ : 부영그룹 동부총괄본부장

## 역대 선거 결과
|  | 34.0% |

|  | 26.28% |

|  | 39.75% |

|  | 36.42% |

|  | 48.13% |

| 전임 신준식 (권한대행)기갑서 | 제41대 전라남도 순천시장(민선) 2002년 7월 1일 ~ 2005년 12월 1일 | 후임 (권한대행)유창종 노관규 |

| 전임 노관규 (권한대행)서복남 | 제44·45대 전라남도 순천시장(민선) 2012년 4월 12일 ~ 2018년 6월 30일 | 후임 허석 |